# Musicografia Braille

Células Braille, esquema 2 pontos por 3

O código musical Braille (por vezes notado apenas com Braille music ou musicografia Braille), é um código Braille voltado para a notação musical. O código permite aos cegos, assim como na partitura, definir a notação universalmente através das marcações de células com ponto em alto relevo, característico do Braille. Permite ao músico cego ensinar, compor, interpretar e aprender através de uma notação padrão. O sistema muscial Braille foi desenvolvido inicialmente por Louis Braille no século XIX. É uma área do estudo da música que está focada em prover o acesso de deficientes visuais e pessoas de visão reduzida ao material musical escrito em tinta através do sistema de grafia Braille.

## Breve História da Musicografia Braille
Na França o seu uso foi amplo e eficaz. Depois chegou compêndios na Inglaterra em 1871, na Alemanha em 1879 e uma versão nova em Paris em 1885, com discrepância entre eles. Um comissão internacional de representantes desses três países mais a Dinamarca unificou o código, finalizando-o em 1888 em Colônia, que é a estrutura que permanece atualmente.
Louis Braille modificou totalmente a primeira versão da grafia ao longo da vida. A sua versão final é base da hoje utilizada. Ela vem sendo acrescida e revisada, principalmente pelos sucessivos congressos de unificação, até chegar ao último manual publicado em 1996. Foi usada partitura em tinta grafada em relevo e em escala maior. Fora a dificuldade de compreensão há a impossibilidade de ser grafada pelo próprio cego. Há pesquisas para o desenvolvimento da grafia musical utilizando oito pontos ao invés dos seis. Mas antes de lançar uma renovação da escrita musical, trariam de instaurar uma unificação, resolvendo problemas da informática aplicada à musicografia e unindo forças  no problema de formação de pessoas. Esse se mostra ser o maior déficit no assunto em nível mundial.
O Novo Manual Internacional de Musicografia Braille teve sua primeira edição na língua inglesa, em 1996. Em 1999, no Espanhol. A edição em Português foi lançada em 2004. Todos os símbolos e regras que figuram neste manual foram aprovados pelos delegados-assistentes na conferência de Saanen (1992). Com a padronização mundial vem o favorecimento ao intercâmbio de partituras entre países de línguas diferentes.

## Terminologia
A audição é um sentido aguçado para quem não vê. A alfabetização musical proporciona aos cegos a oportunidade de se apropriarem de diversos conceitos musicais importantes, o que confere autonomia para que possam interagir com repertório de partituras já transcritas para o Braille. A mais extensa biblioteca e coleções de musicografia braille está localizado na Biblioteca Nacional para Cegos em Stockport, Reino Unido.
Toda partitura pode ser escrita com os 63 símbolos Braille, indicando todos os detalhes possíveis em partituras escritas a tinta. Em 2009 foi desenvolvido pela coordenadora do curso de Musicografia Braille da Escola de Música de Brasília, Dolores Tomé juntamente com  os professores Antônio Borges e Moacyr de Paula Rodrigues Moreno, do Núcleo de Comunicação Eletrônica da UFRJ o primeiro software em português para a transcrição de partituras para o Braille, denominado Musibraille; o download é gratuito 
As partituras em Braille proporcionam autonomia e independência a deficientes visuais e abrem novas possibilidades de trabalho. O uso de software específico pode dar ao músico deficiente a possibilidade de escrever suas próprias composições e ainda imprimí-las em tinta.

## Técnica
A musicografia Braille utiliza o mesmo esquema de seis posições existente no método Braille. Entretanto, a musicografia em Braille apresenta um significado inteiramente separado para cada símbolo ou grupo de símbolos em Braille; difere do sistema textual, uma vez que possuí sua própria sintaxe e abreviações.

## Louis Braille e a Criação do seu Sistema de Grafia
Braille vivia em Coupvray, uma pequena cidade a 45 km de Paris, onde seu pai, o seleiro Simon René Braille, tinha uma loja que fabricava artigos de couro. Brincando nessa loja em 1812, Louis feriu um dos olhos com uma sovela, o que causou uma grave infecção, que rapidamente contaminou o outro olho, deixando-o completamente cego.
Na Escola para Cegos, em Paris, aprendeu a ler as vinte e seis letras sentido-as com os dedos. As letras em relevo tinham 20 cm[carece de fontes?] de altura e um pequeno artigo tomava vários livros, cada livro pesava em média de 4 kg.
Tomou conhecimento da sonografia. Desenvolvida por Charles Barbier da la Serre, especialista em criptografia, veterano das Guerras Napoleônicas e das Revoluções Francesa e Americana. Esse sistema utilizava pontos e linhas, marcados por um instrumento cortante num papel grosso e significavam sons ao invés de letras.
Aos 15 anos, estudou esse sistema e começou a adaptá-lo até chegar no formato de seis pontos. Cada combinação indicava uma letra do alfabeto ou uma pequena palavra, além das marcas de pontuação. Logo escreve o primeiro livro usando o Sistema Braille.
No início houve descrença quanto à veracidade do Sistema, diziam que Louis decorava o que lhes ditavam e inventava o que escrevia. As pessoas não acreditavam nele, nem mesmo o Governo Francês. Entre os professores do instituto, que não eram cegos, não houve aceitação talvez por sentirem seus cargos ameaçados ao se depararem com um sistema novo para aprender. Contudo, aos 17 anos, se torna professor de álgebra, gramática, música e geografia dessa escola.
Com 19 anos adapta seu sistema à notação musical.
Em 1829, Braille tem 20 anos e apresenta-se à inspeção militar. Fica "livre", segundo os inspetores militares, por "não poder ler nem escrever".
Continuou seus esforços no aperfeiçoamento do Sistema e seu ensino.
Falece aos 43 anos em 1852. Toda a Imprensa parisiense ignorou a sua morte, e só em 1854 é que o Estado francês adotaria o Braille como forma de comunicação oficial para os cegos.

## O Sistema Braille no Brasil
Em 1854, o sistema foi adotado pelo Imperial Instituto dos Meninos Cegos, atual instituto Benjamin Constant, sendo a primeira instituição da América latina a utilizá-lo. 1929. O Brasil adotou o Código Internacional de Musicografia Braille. Devido à reforma ortográfica da língua portuguesa de 1942, o sistema sofre adaptação para o português. Entre 1942 e 1963 encontra-se tentativas de criar abreviaturas e contrações. Caíram em desuso em prol da unificação internacional do sistema. 1994. Adoção de uma tabela unificada para a informática. A União Brasileira de Cegos criou a Comissão Brasileira de Braille, formada por cinco membros, em 1995. Foi instituída no Ministério da Educação em 1999, vinculada à Secretaria da Educação Especial, a Comissão Brasileira de Braille. Favorecendo a troca de material entre Comissões de outros países.

## Uso de softwares
Existem atualmente alguns programas computacionais para auxiliar a notação musical braille, como MusiBraille e BME (para o sistema operacional Windows) e o editor online Braille Music Notator (que roda em navegadores de internet).
Também podem ser usados editores de partituras convencionais, da seguinte maneira: exportar a música no formato MusicXML e então usar um conversor de MusicXML para braille, como o Freedots.
Existem ainda conversores online, como por exemplo:
- MusicXML to Braille converter e
- Sistema de Tradução Braille BrailleMUSE de MusicXML para Braille (acesso direto ao formulário: BrailleMUSE).

Softwares de reconhecimento ótico de música (OMR) também podem ser úteis para gerar arquivos MusicXML a partir de partituras escaneadas (imagens). Audiveris é um software livre com essa função.
Contudo, a transcrição automática não dispensa a revisão do braille gerado. A exatidão é extremamente importante na musicografia braille, porque, quando há um erro, geralmente é difícil para quem lê identificar esse erro e deduzir qual seria o símbolo correto. Um erro pode afetar não apenas uma única nota, mas uma passagem inteira, e como a música precisa ser memorizada antes de ser executada, o músico pode ter decorado uma passagem incorretamente, antes de saber que ela continha um erro. Portanto, é indispensável revisar muito cuidadosamente a música braille antes de enviá-la(s) ao(s) destinatário(s).